# Filippo Archinto
Filippo Archinto (Milán, 3 de julio de 1500  - Bérgamo, 21 de junio de 1558) fue un eclesiástico, teólogo, y diplomático italiano.

## Biografía
Hijo de Cristoforo Archinto y de Maddalena Torriani, fue estudiante de la Universidad de Bolonia antes de doctorarse en derecho civil y canónico en la de Pavía. 
Ofició como embajador de parte del Senado de Milán ante la corte de Carlos I en Valladolid y Barcelona, fue auditor general del gobernador Antonio de Leyva, y representante del Milanesado en la ceremonia de coronación del emperador en Bolonia en 1529.
Se halló presente junto al papa Paulo III en la firma de la Tregua de Niza de 1535, y tras entrar en la curia romana como escritor de cartas apostólicas y recibir la tonsura en 1536, fue nombrado protonotario apostólico y gobernador de Roma; durante el pontificado de Julio III se desempeñó como referendario de la Signatura..
Fue obispo de Borgo Sansepolcro y de Saluzzo, protector de la Universidad La Sapienza, vicario de Roma, abad comendatario de Vertemate en Como y de San Bartolomeo en Pavía, nuncio en Polonia, vicario del papa para el concilio de Trento y nuncio en Venecia.
A instancias del rey Felipe II de España, el papa Paulo IV le nombró arzobispo de Milán en 1556, aunque las diferencias habidas con la curia milanesa impidieron su toma de posesión efectiva. Vivió sus últimos años retirado en Bérgamo, en cuya diócesis ejercitó las labores episcopales en ausencia del obispo Vittore Soranzo, que estaba acusado de herejía.
Fallecido en esta ciudad a los 58 años de edad, su sucesor en el arzobispado milanés Carlos Borromeo ordenó el traslado de sus restos a la catedral de Milán.  
Dejó escrita una obra de corte teológico, Christianum de Fide et Sacramentis edictum, publicada en 1545; y Oratio de nova christiani orbis pace habita (Roma, 1544).

## Galería de imágenes

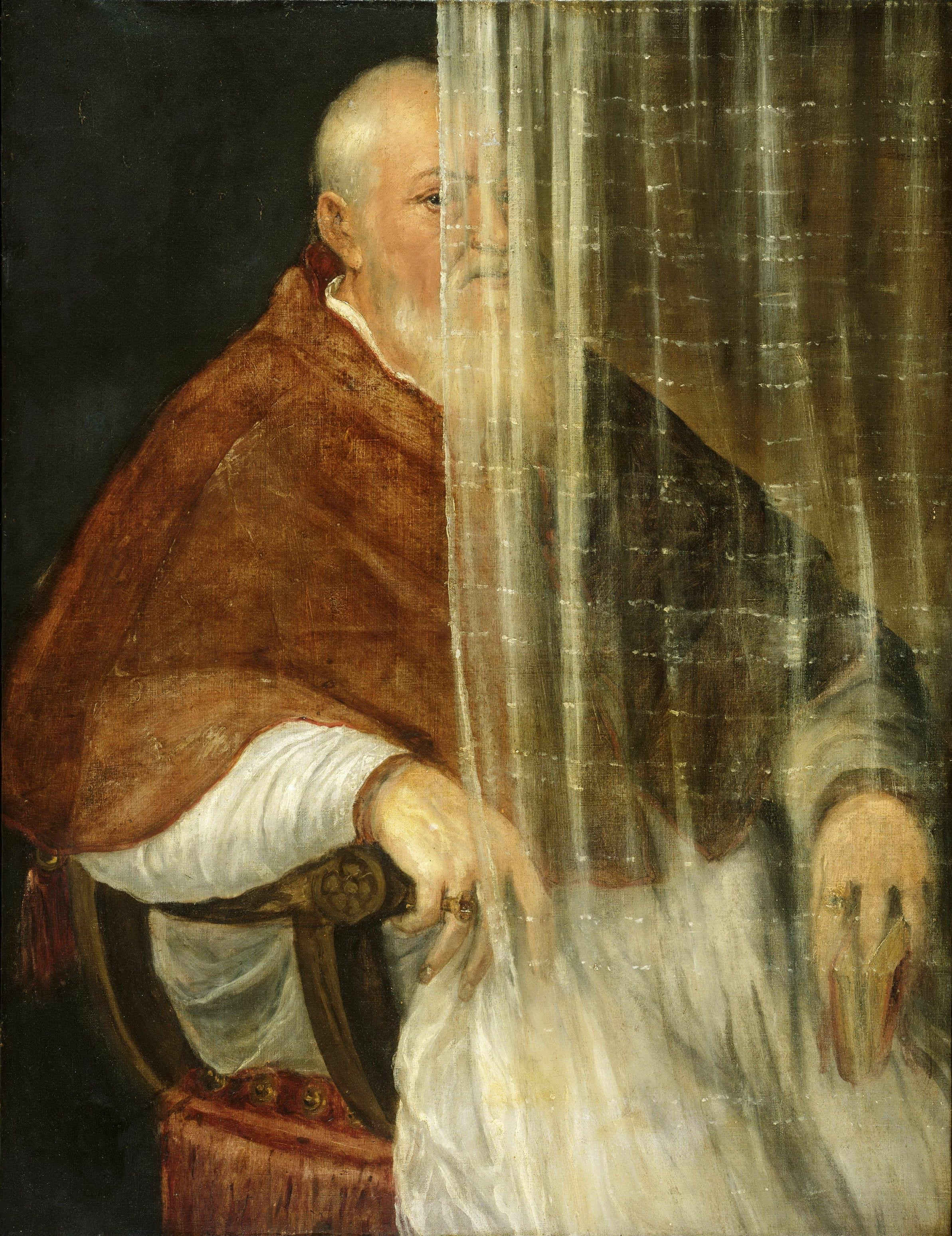
Titian, Retrato del Cardenal Filippo Archinto (1558), Museo de Arte de Filadelfia.
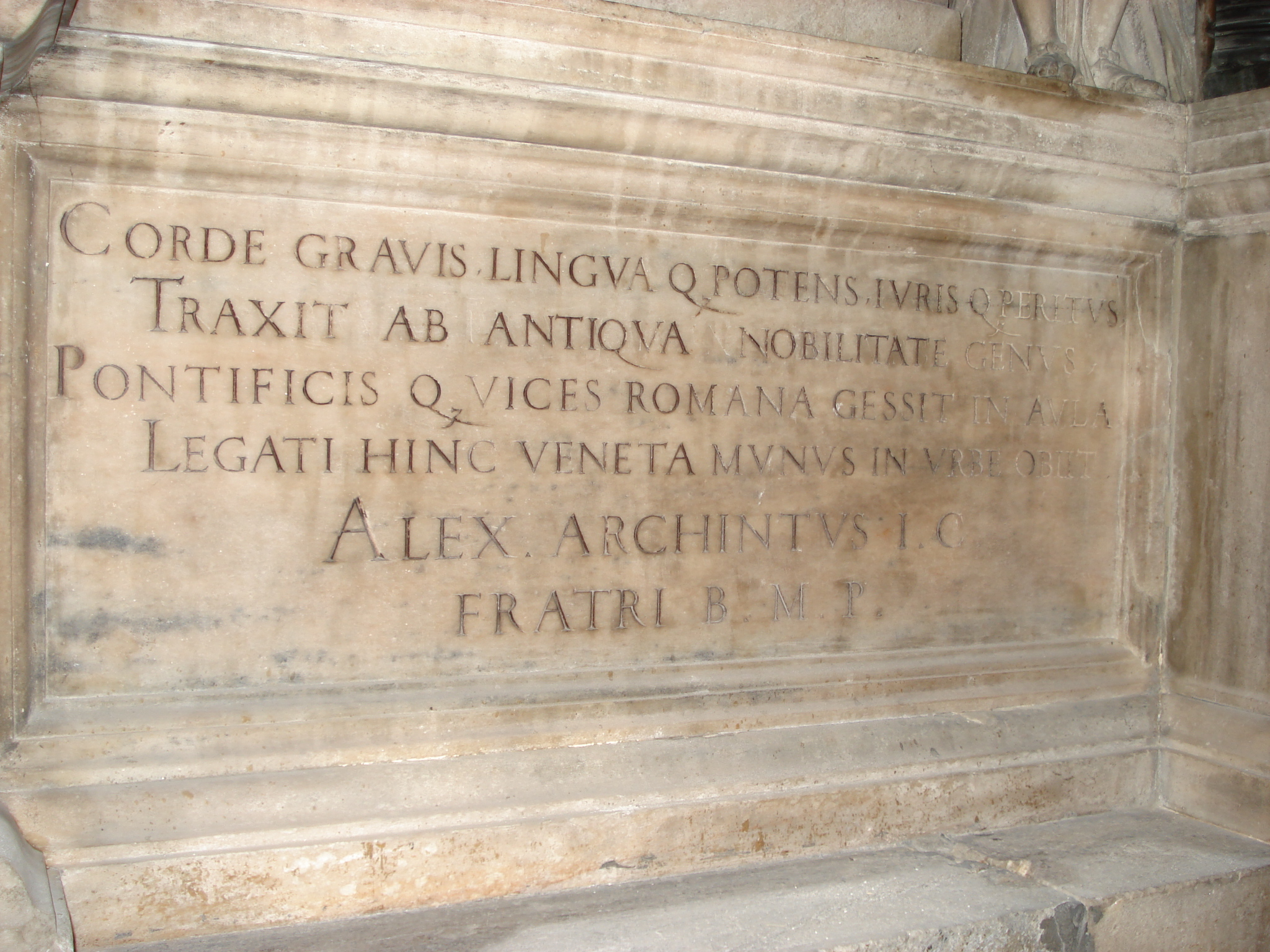
Lápida del arzobispo Archinto en la catedral de Milán.